# Il nostro caro angelo
Il nostro caro angelo è l'ottavo album discografico di Lucio Battisti, pubblicato nel settembre 1973 dall'etichetta discografica Numero Uno. Da esso venne estratto il singolo La collina dei ciliegi/Il nostro caro angelo.

## Descrizione
Con Il nostro caro angelo, Battisti imprime alla sua musica una svolta piuttosto marcata verso il rock: infatti, rispetto ai due album precedenti, nella strumentazione c'è una netta diminuzione della presenza del pianoforte e degli archi, mentre è molto più frequente l'uso della chitarra elettrica (che spesso sfocia in lunghi assoli) e per la prima volta acquisiscono un ruolo importante i sintetizzatori. Inoltre è anche il primo album per il quale una parte della lavorazione avviene a Londra. Il missaggio infatti viene eseguito da John Leckie ad Abbey Road. Negli anni seguenti Battisti si recherà sempre più spesso all'estero, fino ad affidarsi completamente a collaboratori quali Geoff Westley e Greg Walsh.
La registrazione coincise con la nascita del primo e unico figlio di Lucio, Luca: questo evento fece supporre che il nome all'album e l'omonima canzone si riferissero al "Nostro caro figlio". In realtà, come ha dichiarato Mogol, il testo del brano Il nostro caro angelo ha un significato critico nei confronti della Chiesa cattolica.
Tra i brani inclusi c'è da notare il ripescaggio di Prendi fra le mani la testa, brano scritto da Battisti e Mogol nel 1967 per Riki Maiocchi, che fino a quel momento Battisti non aveva mai interpretato.
La svolta rock iniziata con questo album proseguirà in modo molto più netto nel successivo Anima latina, dove ai cambiamenti nella strumentazione si aggiungono molti altri elementi di novità (il progressive, la scomparsa della forma-canzone e il ricorso alle suite, ecc).

### Copertina
La copertina apribile è costituita da un'unica foto stampata sia sul fronte che sul retro. L'immagine, realizzata da Paolo Minoli dello studio grafico milanese G7 (al posto dell'abituale Cesare Monti, autore delle precedenti copertine), si basa su idee di Battisti e Mogol e raffigura nove personaggi, vestiti in modo eccentrico (due donne sono a seno nudo), che spuntano fra l'erba di un campo; essi rappresenterebbero i difetti dell'uomo contemporaneo e si stagliano dietro un bimbo nudo in primo piano, simbolo dell'innocenza perduta (o da recuperare). All'interno è presente un'altra foto dello stesso campo incolto, ma questa volta deserto.
La surreale copertina del disco venne considerata all'epoca decisamente eccentrica, al limite dello scandalo. Secondo successive interpretazioni, intendeva sensibilizzare il pubblico su temi cari al duo Battisti-Mogol come l'ecologia, la critica al consumismo e la salvaguardia delle tradizioni.

## Accoglienza
| Recensione             | Giudizio |
| ---------------------- | -------- |
| Ondarock               | 6 / 10   |
| Storia della musica.it | [ 9 ]    |

Il nostro caro angelo fu il secondo album più venduto in Italia nel 1973 (dietro all'album Il mio canto libero, anch'esso di Battisti), raggiungendo come picco nella classifica settimanale il primo posto. Rimase al primo posto in classifica per undici settimane non consecutive fra il novembre del 1973 e il febbraio del 1974. Il successo commerciale fu trainato da due brani divenuti poi classici del repertorio battistiano: Il nostro caro angelo e La collina dei ciliegi.

## Tracce
Lato A
Testi e musiche di Battisti-Mogol.
1. La collina dei ciliegi – 4:59
2. Ma è un canto brasileiro – 5:21
3. La canzone della terra – 5:32
4. Il nostro caro angelo – 4:14

Lato B
Testi e musiche di Battisti-Mogol.
1. Le allettanti promesse – 5:10
2. Io gli ho detto no – 4:21
3. Prendi fra le mani la testa – 3:55
4. Questo inferno rosa – 6:51

## I brani

### Ma è un canto brasileiro
Dieci anni prima di Bollicine, Ma è un canto brasileiro è una dura critica al consumismo del mondo occidentale e all'alienante violenza psicologica della pubblicità, portata avanti da Mogol - come in quasi tutti i suoi testi - per mezzo della storia di una coppia. Il protagonista confessa alla propria compagna, attrice pubblicitaria, di non poter più sopportare di vederla comparire in campagne pubblicitarie disoneste o, nel migliore dei casi, trash.
Il protagonista elenca alcuni degli spot pubblicitari a cui la compagna ha partecipato; si tratta di annunci immaginari ma del tutto verosimili, con molti riferimenti all'attualità dell'epoca, che danno a Mogol l'opportunità di scagliarsi contro l'industria pubblicitaria. Con un certo anticipo sui tempi, vengono denunciati il cattivo gusto degli annunci («non ti voglio più vedere, cara, mentre sorseggi un'aranciata amara / con l'espressione estasiata di chi ha raggiunto finalmente un traguardo nella vita»), lo sfruttamento del corpo femminile («non ti voglio più vedere sul muro davanti ad un bucato / dove qualcuno c'ha disegnato pornografia a buon mercato»), l'abbrutimento causato dalla martellante diffusione di informazioni false («parli insieme a una semplice comparsa vestito da dottore, che brutta farsa! / ti fanno alimentare l'ignoranza fingendo di servirsi della scienza!»). Si tratta degli "slogan-falsità" dei quali tornerà a parlare Mogol più avanti in questo stesso album, nella title track. La pubblicità non si fa scrupolo nemmeno di reclamizzare prodotti pericolosi per l'ambiente («racconti che la benzina quasi quasi quasi purifica l'aria / sarà al mentolo l'ultima scoria!») o per la salute («fotografata insieme a dei bambini / che affidi al fosforo dei formaggini!»).
Musicalmente il brano è un'allegra canzone rock dal ritmo molto sostenuto, che fa da contraltare alla serietà del testo. Inizia con la sola voce di Battisti, priva di tonalità e quasi sussurrata; dopo i primi quattro versi la voce diventa canto vero e proprio e si aggiunge prima la chitarra elettrica, poi il piano. Al culmine del crescendo la canzone è bruscamente interrotta da un intermezzo, in cui l'atmosfera cambia radicalmente e diventa effettivamente quella di un "canto brasileiro" o di un gruppo mariachi: sparisce la chitarra elettrica, il tempo rallenta e, su sottofondo di xilofoni ed arpeggi di chitarre, un coro di voci femminili ripete il titolo della canzone. Segue una nuova strofa, con lo stesso crescendo già descritto, interrotto da un nuovo intermezzo; l'ultima parte della canzone è strumentale. Sul significato del titolo e di questi intermezzi, che sembrerebbero aver poco a che fare con la canzone, il critico Renzo Stefanel ha avanzato l'idea che possano rappresentare un ulteriore riferimento alla falsità della pubblicità: infatti l'intermezzo assomiglia ad un jingle pubblicitario, mentre il titolo della canzone -esattamente come una pubblicità- inganna l'ascoltatore, che si aspetta di trovare una canzone dall'atmosfera brasiliana, ma trova invece una sostanza completamente diversa.
Mogol aveva duramente criticato il consumismo già in precedenza nel concept album Amore e non amore (1971), e in particolare nel brano Supermarket.

### La canzone della terra
La canzone della terra a livello musicale rappresenta un'eccezione all'interno del disco, e preannuncia le sonorità del successivo album Anima latina. Il brano infatti è caratterizzato da un ritmo tribale e quasi ipnotico; l'accompagnamento è costituito quasi unicamente da percussioni.
Il testo è una descrizione dell'immutabile ripetersi della vita di campagna in una famiglia patriarcale del passato, dove la vita è scandita dalle volontà del capofamiglia. Iniziando dalla sera con il ritorno dalla campagna, si passa alla cena, alla notte trascorsa al fianco della donna, fino al lavoro nei campi la mattina dopo. Il quadro apparentemente bucolico in realtà è assai poco pittoresco, come sottolineato dall'interpretazione vocale di Battisti, dall'accompagnamento scarno e da alcuni dettagli del testo piuttosto "crudi": la durezza e la possessività del "marito-padrone" («seconda cosa voglio parlare di tutte le cose che ho da dire e qualcuno deve ascoltare / donna mia devi ascoltare»), la fatica della vita («al risveglio alla mattina / quando il gallo mi apre gli occhi alle quattro di mattina»), ecc.

### Le allettanti promesse
Battisti "dialoga" con altre voci, alternandosi ed interpretando una strofa ciascuno. Un contadino, misantropo e diffidente (interpretato da Battisti), ed un gruppo di ragazze (interpretato dal coro femminile a cui si aggiungono poi voci maschili), con "allettanti promesse" di una vita più movimentata, cercano invano di convincerlo ad abbandonare la monotonia agreste e a godere dei piaceri della vita "cittadina" e sociale, dal vestito per andare a Messa la domenica, alla "giostra" (cioè le prostitute). Tutta la canzone si regge quindi sul dualismo tra la vita di campagna, faticosa ma pura, e priva di tempo libero, e quella del centro abitato, secondo lui corrotta ed impregnata di provincialismo.
Le strofe cantate dal coro sono accompagnate dal sintetizzatore, mentre quelle cantate da Battisti da basso, chitarra ed accenni di chitarra elettrica. Dopo due coppie di strofe ne incomincia un'altra dove si fanno più forti sia le promesse («potrai anche peccare se lo vuoi») che le accuse («non voglio stare a duellar fra gelosie, sporche dicerie e il bigottume delle dolci e care figlie di Marie», «non posso parlare solo di calcio e di donne»), il ritmo cresce rapidamente e la canzone sfocia in un assolo, con una chiosa lapidaria che arriva persino a negare una vocazione paterna.

### Io gli ho detto no
Sebbene non venga detto esplicitamente, nel testo di Io gli ho detto no il protagonista è probabilmente un uomo bisessuale. Infatti il verso contenuto nel titolo (con l'uso del pronome "gli" al posto di "le") lascia intendere che si sia detto di no ad un "lui"; secondo Gianfranco Salvatore «sembra esplicare una pudica allusione di bisessualità del protagonista».
Dopo aver rifiutato le avances del suo amore maschile, il protagonista torna dalla sua compagna («dolcissima mia madre-amica-sposa e donna mia»). Torna con «orgoglio e poi / vergogna di me stesso» e «con le miserie mie / con le speranze nate morte che / io non ho più il coraggio di dipingere di vita». Lui è consapevole che la sua compagna sia la persona che ha sofferto di più, ma la prega comunque di restare, rimarcando che «io gli ho detto no / e adesso resta no». Il testo non spiega la conclusione della vicenda, ma la compagna sembra decisa a lasciarlo e non sembra disposta ad accettare la situazione. I versi «scordando il già scordato / color di mille lire» sembrano alludere ad un precedente tentativo disperato da parte di lei di riportare l'uomo alla famiglia, convincendolo con del denaro.
Secondo il critico Renzo Stefanel, la canzone è una «delicata storia priva di ogni moralismo», che «vuole suggerire la pari dignità di ogni amore per l'autore, che si contrappone così nettamente ai pregiudizi beceri e maschilisti di Le allettanti promesse».
Se invece escludessimo la suddetta interpretazione che fa riferimento al concetto di bisessualità, si potrebbe pensare che il protagonista abbia detto di no alle "allettanti promesse" del brano precedente (il pronome "gli" come plurale invece che singolare), e torni, sconsolato e confuso, alla vita di sempre rappresentata dalla propria donna, quasi fosse un caldo grembo materno che rassicura l'uomo ma allo stesso tempo lo fa rimanere involuto.
Come terza ipotesi, potrebbe trattarsi di un obiettore di coscienza che trovatosi a rifiutare un'offerta di lavoro che andava contro i propri principi («orgoglio e poi / vergogna di me stesso»), torna a casa per confessare il tutto alla compagna («e adesso torno a te / con le miserie mie»), dimenticando infine l'agiatezza economica che quel posto di lavoro gli avrebbe probabilmente dato («scordando il già scordato / color di mille lire»).
Musicalmente il brano è una ballata condotta da pianoforte elettrico, basso e congas, con un arrangiamento calmo ma allo stesso tempo deciso e drammatico. Il finale è occupato da una lunga coda strumentale in stile jazz-rock, che ricorda le composizioni di Amore e non amore.

### Prendi fra le mani la testa
Con Prendi fra le mani la testa Battisti ripesca un brano che aveva scritto anni prima ma non aveva mai interpretato: infatti era stato scritto nel 1967 per Riki Maiocchi, che lo incise e lo interpretò anche al Festivalbar e al Cantagiro, quindi inciso anche da Mino Reitano. Battisti ne dà un'interpretazione più rock, dove fanno da protagonista basso e chitarra elettrica distorta.

### Questo inferno rosa
L'ultima traccia dell'album è un brano lungo e composto da diversi momenti musicali. La vicenda raccontata dal testo si svolge su due diversi piani temporali: nel presente il protagonista non riesce più a riconoscere la propria compagna, che è diventata arida e protettiva, trovandosi rinchiuso in un "inferno rosa". In più punti della canzone con un flashback si torna al ricordo della ragazza che un tempo conosceva, piena di vita e ben diversa da quella attuale. L'arrangiamento è molto curato, contiene due assoli, ed il brano termina con una parte strumentale di oltre un minuto.

### Inediti
Esiste un'altra versione del brano Il nostro caro angelo che è rimasta inedita, con un arrangiamento completamente diverso da quello conosciuto attraverso l'album; probabilmente si tratta di una prima versione del brano in seguito accantonata.

## Formazione
- Lucio Battisti – voce, chitarra, pianoforte, Fender Rhodes, percussioni
- Gian Piero Reverberi – pianoforte, sintetizzatore
- Bob Callero – basso
- Massimo Luca – chitarra acustica
- Gianni Dall'Aglio – batteria
- Mara Cubeddu, Wanda Radicchi – cori